# Ari-šen
Ari-šen war ein hurritischer König von Urkeš und Nawar im 21. Jahrhundert v. Chr. Von ihm ist eine Inschrift erhalten, die Bauaktivitäten am Nergaltempel belegt. Damit handelt es sich bei ihm um den frühesten bezeugten hurritischen Herrscher.